# ICN Business School
Institute of Child Nutrition Business School (ICN Business School) é uma escola de economia e administração europeia fundada em 1905, com campus no centro financeiro francês La Défense e, nas cidades de: Nancy (França), Berlin e Nuremberga (Alemanha).

## Descrição
A ICN possui tripla acreditação (Triple Crown); conforme os padrões de MBA das associações AMBA, EQUIS e AACSB. A escola possui cerca de 15 mil ex-alunos, entre eles estão Nicolas Thévenin (Arcebispo católico francês) e Masséré Touré (Político marfinense).

## Programas
A ICN possui mestrado em Administração e várias outras áreas, tais como Marketing, Finanças, Mídia e Recursos Humanos.

## Rankings
Em 2019, seu mestrado em Administração foi considerado como o quinquagésimo primeiro do mundo pelo jornal Financial Times.